# Загадка Лістердейла
«Загадка Лістердейла» (англ. The Listerdale Mystery) — збірка розповідей англійської письменниці Агати Крісті. Уперше опублікована у Великій Британії видавництвом William Collins and Sons у червні 1934 року. Вона не з'явилася у США, проте всі історії, що містяться там, з'явилися в інших збірках.

## Список оповідань
1. «Загадка Лістердейла» (англ. The Listerdale Mystery);
2. «Котедж солов'їв» (інша назва — «Любов незнайомця») (англ. Philomel Cottage);
3. «Дівчина у поїзді» (англ. The Girl in the Train);
4. «Співайте пісні за гроші» (англ. Sing a Song of Sixpence);
5. «Мужність Едварда Робінсона» (англ. The Manhood of Edward Robinson);
6. «Аварія» (англ. Accident);
7. «Джейн у пошуках роботи» (англ. Jane in Search of a Job);
8. «Плідна неділя» (англ. A Fruitful Sunday);
9. «Пригоди містера Іствуда» (інша назва — «Таємниця іспанської шалі») (англ. Mr. Eastwood's Adventure);
10. «Золотий м'яч» (англ. The Golden Ball);
11. «Смарагд раджі» (англ. The Rajah's Emerald);
12. «Лебедина пісня» (англ. Swan Song).